# Huanderson
Huanderson Junior da Silva Santos, meglio noto come Huanderson (Goiânia, 3 agosto 1983), è un ex calciatore brasiliano, di ruolo portiere.